# Wanda Stryła
Wanda Stryła – polska lekarka, prof. dr hab. specjalista rehabilitacji medycznej, nauczyciel akademicki. 
Była kierownikiem Katedry i Kliniki Rehabilitacji Uniwersytetu Medycznego im. Karola Marcinkowskiego w Poznaniu, oraz członkiem Polskiej Akademii Nauk. Obecnie rektor, profesor zwyczajny w Wyższej Szkole Edukacji i Terapii w Poznaniu.